# La Chapelle-du-Mont-du-Chat
La Chapelle-du-Mont-du-Chat és un municipi francès situat al departament de la Savoia i a la regió d'Alvèrnia-Roine-Alps. L'any 2007 tenia 238 habitants.

## Demografia

### Població
El 2007 la població de fet de La Chapelle-du-Mont-du-Chat era de 238 persones. Hi havia 95 famílies de les quals 19 eren unipersonals (15 homes vivint sols i 4 dones vivint soles), 34 parelles sense fills, 38 parelles amb fills i 4 famílies monoparentals amb fills.
La població ha evolucionat segons el següent gràfic:
Habitants censats

### Habitatges
El 2007 hi havia 124 habitatges, 94 eren l'habitatge principal de la família, 28 eren segones residències i 2 estaven desocupats. 97 eren cases i 27 eren apartaments. Dels 94 habitatges principals, 63 estaven ocupats pels seus propietaris, 30 estaven llogats i ocupats pels llogaters i 1 estava cedit a títol gratuït; 3 tenien dues cambres, 17 en tenien tres, 30 en tenien quatre i 44 en tenien cinc o més. 75 habitatges disposaven pel capbaix d'una plaça de pàrquing. A 35 habitatges hi havia un automòbil i a 58 n'hi havia dos o més.

### Piràmide de població
La piràmide de població per edats i sexe el 2009 era:
| Homes | Edats   | Dones |
| ----- | ------- | ----- |
| 0     | 95 o +  | 0     |
| 0     | 90 a 94 | 0     |
| 0     | 85 a 89 | 0     |
| 0     | 80 a 84 | 4     |
| 0     | 75 a 79 | 0     |
| 4     | 70 a 74 | 0     |
| 4     | 65 a 69 | 0     |
| 0     | 60 a 64 | 4     |
| 8     | 55 a 59 | 16    |
| 4     | 50 a 54 | 0     |
| 16    | 45 a 49 | 0     |
| 0     | 40 a 44 | 8     |
| 0     | 35 a 39 | 0     |
| 8     | 30 a 34 | 8     |
| 8     | 25 a 29 | 8     |
| 4     | 20 a 24 | 0     |
| 4     | 15 a 19 | 4     |
| 0     | 10 a 14 | 8     |
| 0     | 5 a 9   | 0     |
| 8     | 0 a 4   | 8     |

## Economia
El 2007 la població en edat de treballar era de 171 persones, 135 eren actives i 36 eren inactives. De les 135 persones actives 129 estaven ocupades (71 homes i 58 dones) i 6 estaven aturades (2 homes i 4 dones). De les 36 persones inactives 13 estaven jubilades, 11 estaven estudiant i 12 estaven classificades com a «altres inactius».

### Ingressos
El 2009 a La Chapelle-du-Mont-du-Chat hi havia 95 unitats fiscals que integraven 241 persones, la mediana anual d'ingressos fiscals per persona era de 21.305 €.

### Activitats econòmiques
Dels 11 establiments que hi havia el 2007, 3 eren d'empreses de construcció, 1 d'una empresa de comerç i reparació d'automòbils, 1 d'una empresa d'hostatgeria i restauració, 1 d'una empresa d'informació i comunicació, 1 d'una empresa financera, 1 d'una empresa immobiliària i 3 d'empreses de serveis.
Dels 4 establiments de servei als particulars que hi havia el 2009, 1 era un paleta, 1 fusteria, 1 electricista i 1 restaurant.

## Poblacions més properes
El següent diagrama mostra les poblacions més properes.